# Weißbürzel-Singhabicht
Der Weißbürzel-Singhabicht (Melierax poliopterus) ist eine Greifvogelart in Afrika aus der Familie der Habichtartigen (Accipitridae).
Mitunter wurde er als konspezifisch mit dem Silbersinghabicht (Melierax canorus) angesehen.
Er kommt vom Südosten Äthiopiens und Somalias bis Ostuganda und Nordtansania vor.
Der Lebensraum umfasst trockene Savanne, vereinzelt busch- und baumbestandene Lebensräume, auch trockenes Grasland meist bis 1600, gelegentlich bis 2000 m Höhe.

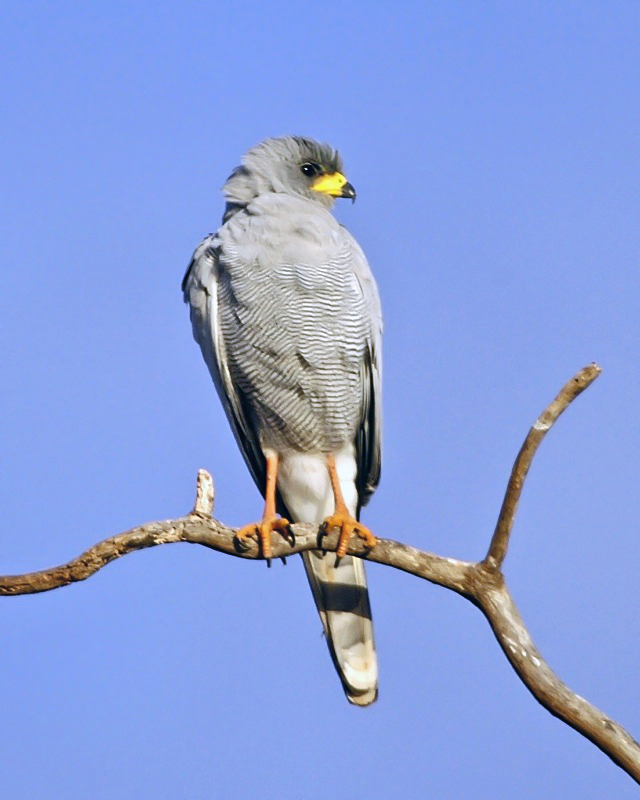

Der Artzusatz kommt von altgriechisch πολιός poliós, deutsch ‚grau‘ und altgriechisch -πτερος -pteros, deutsch ‚geflügelt‘.

## Merkmale
Dieser Vogel ist 45 bis 61 cm groß, das Männchen wiegt zwischen 514 und 581 g, das größere Weibchen zwischen 673 und 802 g, die Flügelspannweite beträgt 96 bis 110 cm. Er ist ein mittelgroßer grauer Greifvogel, grau und weiß gebändert von der Brust bis zur Unterseite, blasser als der Graubürzel-Singhabicht (Melierax metabates), mit breiten Flügeln und kurzem, gestuftem und weitgehend schwarzem Schwanz. Silhouette und Flugverhalten sind dem Graubürzel-Singhabicht sehr ähnlich. Unterscheidungsmerkmale sind die gelbe Wachshaut, die langen orangeroten Beinen und der weiße Rumpf. Der Vogel ist brauner als der Silbersinghabicht (Melierax canorus). Die Augen sind dunkelrot. Jungvögel sind auf der Oberseite braun mit blassen Augen, weißlichem Überaugenstreif und hauptsächlich weißem Rumpf. Die Brust ist braun mit dunkler Strichelung, braun und weiß gebändert bis zur Unterseite. Die Wachshaut ist grau, die Beine sind blass gelblich.
Die Art ist monotypisch.

## Stimme
Der meist nur am Anfang der Brutzeit zu hörende Ruf wird als lautes melodisches Singen sowohl von einem Ansitz aus als auch im Fluge beschrieben als Folge von bis zu 12 Tönen, die über längere Zeit wiederholt werden: „kleeu-kleeu-klu-klu-klu…“ sowie als lautes „pee peepeppeppepppe“, langsam ansteigend und rhythmisches „weeu wi-wu-wu-wuwu“.

## Lebensweise
Die Nahrung besteht aus kleinen Reptilien und Vögeln bis Taubengröße, seltener kleine Säugetiere, Amphibien und Insekten. Hauptsächlich wird allein oder zu zweit von einem Ansitz aus gejagt.
Die Brutzeit liegt am Ende der Trockenzeit zwischen Februar und September im Nordosten Afrikas, zwischen Februar und Juni sowie August und Januar in Kenia. Zur Balz gehören nächtliche Schauflüge. Beide Geschlechter bauen das Nest über mehrere Wochen auf einer kleinen Plattform aus Stöcken oben in dicht belaubten Bäumen, 3 bis 8 m über dem Erdboden. Das Gelege besteht aus 1 bis 2 grünlich-weißen Eiern, die überwiegend vom Weibchen über 36 bis 28 Tage ausgebrütet werden.

## Gefährdungssituation
Die Art gilt als nicht gefährdet (Least Concern).